# Polyalthia angustifolia
Polyalthia angustifolia är en kirimojaväxtart som beskrevs av Albert Charles Smith. Polyalthia angustifolia ingår i släktet Polyalthia och familjen kirimojaväxter. Inga underarter finns listade i Catalogue of Life.